# Afrika állatkertjeinek listája
Az alábbi lista Afrika állatkertjeit tartalmazza, országonként betűrendben:

## Algéria
- Algiers Zoo
- Jijel Zoo
- Oran Zoo

## Benin
- Jardin Botanique et Zoologique de l'Université d'Abomey-Calavi

## Burkina Faso
- Ouagadougou Zoo

## Dél-afrikai Köztársaság
- Bester Birds and Animals Zoo Park
- Birds of Eden
- Bloemfontein Zoo
- East London Zoological Gardens
- The Elephant Sanctuary Plettenberg Bay, Plettenberg Bay
- The Elephant Sanctuary Hartbeespoort Dam, Hartbeespoort Dam
- The Elephant Sanctuary Hazyview, Hazyview
- Emerald Zoo Vanderbijlpark
- Groote Schuur Zoo (zárva)
- Hartebeesport Dam Snake and Animal Park
- Johannesburg Zoo
- Lory Park Zoo
- National Zoo, Pretoria
- Tygerberg Zoo (zárva)
- World of Birds Wildlife Sanctuary and Monkey Park, Cape Town

## Egyiptom
- Alexandria Zoo
- Giza Zoo
- Qariyet El Assad (Lions' Village)

## Elefántcsontpart
- Abidjan Zoo

## Etiópia
- Addis Ababa Lion Zoo

## Ghána
- Kumasi Zoo

## Kamerun
- Mvog-Betsi Zoo, Yaoundé
- Limbe Botanical & Zoological Gardens, Limbe

## Kenya
- Mwaluganje Elephant Sanctuary, Kwale District, Coast Province

## Kongói Demokratikus Köztársaság
- Jardin Zoologique et Botanique d'Eala
- Parc Zoologique de Lubumbashi
- Zoo National de Kinshasa

## Líbia
- Tripoli Zoo
- Benghazi Zoo ("Il bosco" )

## Madagaszkár
- Tsimbazaza Zoo, Antananarivo
- Croc Farm, Antananarivo
- Lemurs' Park, Antananarivo (a város közelében)
- Parc Ivoloina, Toamasina
- Madagascar Exotic, Marozevo
- Parc Endemika, Sainte-Marie

## Malawi
- Blantyre Zoological Gardens

## Mali
- Bamako Zoo

## Mauritius
- La Vanille Nature Park

## Marokkó
- Exotiques de Bouknadel
- Zoologique de Rabat Jardin Zoologique de Rabat

## Mozambik
- Maputo Zoo

## Nigéria
- Abuja Children's Zoo, Abuja
- Audu Bako Zoo, Kano
- Enugu Zoo, Enugu
- Ibadan University Zoo, Ibadan
- Jos Wildlife Park
- Ogba Zoological Garden and Nature Park, Benin City
- Port Harcourt Zoo, Port Harcourt
- Sanda Kyarimi Zoo, Maiduguri

## Szenegál
- Parcs Forestier et Zoologique de Hann, Dakar

## Szudán
- Khartoum Zoo

## Tanzánia
- Dar es Salaam Zoo, Dar es Salaam
- Saa Nane Museum and Zoo, Mwanza

## Tunézia
- Zoo du Parc de Belvedere, Tunisz
- Friguia Park, Bouficha

## Uganda
- Uganda Wildlife Education Centre, Entebbe

## Zambia
- Munda Wanga Zoo, Lusaka